# Nœux-lès-Auxi
Nœux-lès-Auxi est une commune française située dans le département du Pas-de-Calais, en région Hauts-de-France. Ses habitants sont appelés les Nœuxois. La commune est membre de la communauté de communes du Ternois.

## Géographie

### Localisation
Localisée dans le sud du département du Pas-de-Calais, Nœux-lès-Auxi est une commune d'une vallée sèche perpendiculaire à la vallée de l'Authie, limitrophe d'Auxi-le-Château, en Picardie maritime et située, à vol d'oiseau, à 42 km au sud-ouest de la commune d’Arras (chef-lieu d'arrondissement et préfecture du Pas-de-Calais).
Le territoire de la commune est limitrophe de ceux de six communes.
Les communes limitrophes sont Boffles, Auxi-le-Château, Buire-au-Bois, Fortel-en-Artois, Villers-l'Hôpital et Beauvoir-Wavans.

### Géologie et relief
La superficie de la commune est de 6,26 km2 ; son altitude varie de 42  à   140 m.

### Hydrographie
Le territoire de la commune est situé dans le bassin Artois-Picardie. Elle n'est drainée par aucun cours d'eau,.

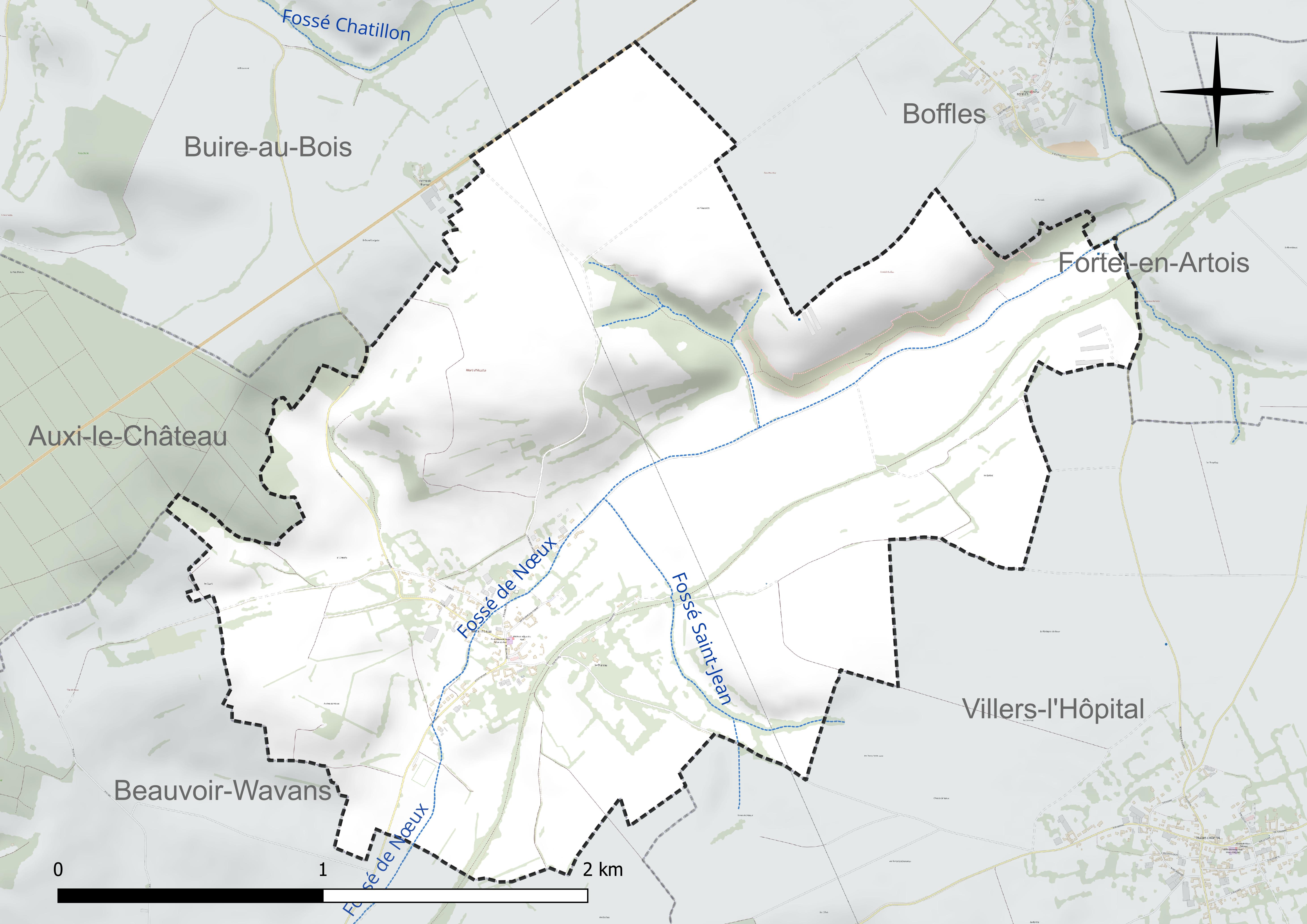
Réseau hydrographique de Nœux-lès-Auxi.

### Climat
Pour des articles plus généraux, voir Climat des Hauts-de-France et Climat du Pas-de-Calais.
En 2010, le climat de la commune est de type climat océanique altéré, selon une étude du CNRS s'appuyant sur une série de données couvrant la période 1971-2000. En 2020, Météo-France publie une typologie des climats de la France métropolitaine dans laquelle la commune est exposée à un climat océanique et est dans la région climatique Côtes de la Manche orientale, caractérisée par un faible ensoleillement (1 550 h/an) ; forte humidité de l'air (plus de 20 h/jour avec humidité relative > 80 % en hiver), vents forts fréquents.
Pour la période 1971-2000, la température annuelle moyenne est de 10,4 °C, avec une amplitude thermique annuelle de 13,3 °C. Le cumul annuel moyen de précipitations est de 858 mm, avec 12,8 jours de précipitations en janvier et 8,7 jours en juillet. Pour la période 1991-2020, la température moyenne annuelle observée sur la station météorologique la plus proche, située sur la commune de Bernaville à 12 km à vol d'oiseau, est de 10,4 °C et le cumul annuel moyen de précipitations est de 877,3 mm,. Pour l'avenir, les paramètres climatiques de la commune estimés pour 2050 selon différents scénarios d'émission de gaz à effet de serre sont consultables sur un site dédié publié par Météo-France en novembre 2022.

### Paysages
Pour un article plus général, voir Paysage en France.
La commune s'inscrit dans l'est du « paysage du val d'Authie » tel que défini dans l'atlas des paysages de la région Nord-Pas-de-Calais, conçu par la direction régionale de l'Environnement, de l'Aménagement et du Logement (DREAL),.
Ce paysage, qui concerne 83 communes, se délimite : au sud, dans le département de la  Somme par le « paysage de l'Authie et du Ponthieu, dépendant de l'atlas des paysages de la Picardie et au nord et à l'est par les paysages du Montreuillois, du Ternois et les paysages des plateaux cambrésiens et artésiens. Le caractère frontalier de la vallée de l'Authie, aujourd'hui entre le Pas-de-Calais et la Somme, remonte au Moyen Âge où elle séparait le royaume de France du royaume d'Espagne, au nord.
Son coteau Nord est net et escarpé alors que le coteau Sud offre des pentes plus douces. À l'Ouest, le fleuve s'ouvre sur la baie d'Authie, typique de l'estuaire picard, et se jette dans la Manche. Avec son vaste estuaire et les paysages des bas-champs, la baie d'Authie contraste avec les paysages plus verdoyants en amont.
L'Authie, entaille profonde du plateau artésien, a créé des entités écopaysagères prononcées avec un plateau calcaire dont l'altitude varie de 100 à 163m qui s'étend de chaque côté du fleuve. L'altitude du plateau décline depuis le pays de Doullens, à l'est (point culminant à 163 m), vers les bas-champs picards, à l'ouest (moins de 40 m). Le fond de la vallée de l'Authie, quant à lui, est recouvert d'alluvions et de tourbes. L'Authie est un fleuve côtier classé comme cours d'eau de première catégorie où le peuplement piscicole dominant est constitué de salmonidés. L'occupation des sols des paysages de la Vallée de l'Authie est composée pour 70 % en culture.

### Milieux naturels et biodiversité

#### Espaces protégés et gérés
La protection réglementaire est le mode d'intervention le plus fort pour préserver des espaces naturels remarquables et leur biodiversité associée.
Dans ce cadre, le territoire de la commune fait partie de deux espaces protégés : 
- le Riez de Nœux-Lès-Auxi, réserve naturelle régionale (RNR) d'une superficie de 8,285 ha, gérée par le Conservatoire d'espaces naturels des Hauts-de-France[15] ;
- la réserve naturelle régionale des Riez de Nœux-les-Auxi d'une superficie de 8,533 ha. Terrain acquis (ou assimilé) et géré par le Conservatoire d'espaces naturels des Hauts-de-France[16].

#### Zones naturelles d'intérêt écologique, faunistique et floristique
L'inventaire des zones naturelles d'intérêt écologique, faunistique et floristique (ZNIEFF) a pour objectif de réaliser une couverture des zones les plus intéressantes sur le plan écologique, essentiellement dans la perspective d'améliorer la connaissance du patrimoine naturel national et de fournir aux différents décideurs un outil d'aide à la prise en compte de l'environnement dans l'aménagement du territoire.
Le territoire communal comprend deux ZNIEFF de type 1 :
- les bois de la Justice, bois d'Auxi-le-Château et Pâture Mille trous qui couvrent 1 518 ha. Cette ZNIEFF se répartit sur les communes d'Auxi-le-Château, Buire-au-Bois, Nœux-lès-Auxi et Beauvoir-Wavans[17] ;
- le mont de Boffles. Le sol crayeux de cette ZNIEFF permet notamment l'expression d'une flore et de végétations de pelouses calcicoles issues d'une exploitation pastorale séculaire, et qui présentent un intérêt patrimonial majeur en région Nord-Pas-de-Calais[18].

et une ZNIEFF de type 2 : la moyenne vallée de l'Authie et ses versants entre Beauvoir-Wavans et Raye-sur-Authie. Cette ZNIEFF de la moyenne vallée de l'Authie comprend une organisation paysagère régulière avec le fond de vallée humide, des versants calcaires, pentes boisées et hauteurs cultivées.

Carte des ZNIEFF de type 1 et 2 sur la commune
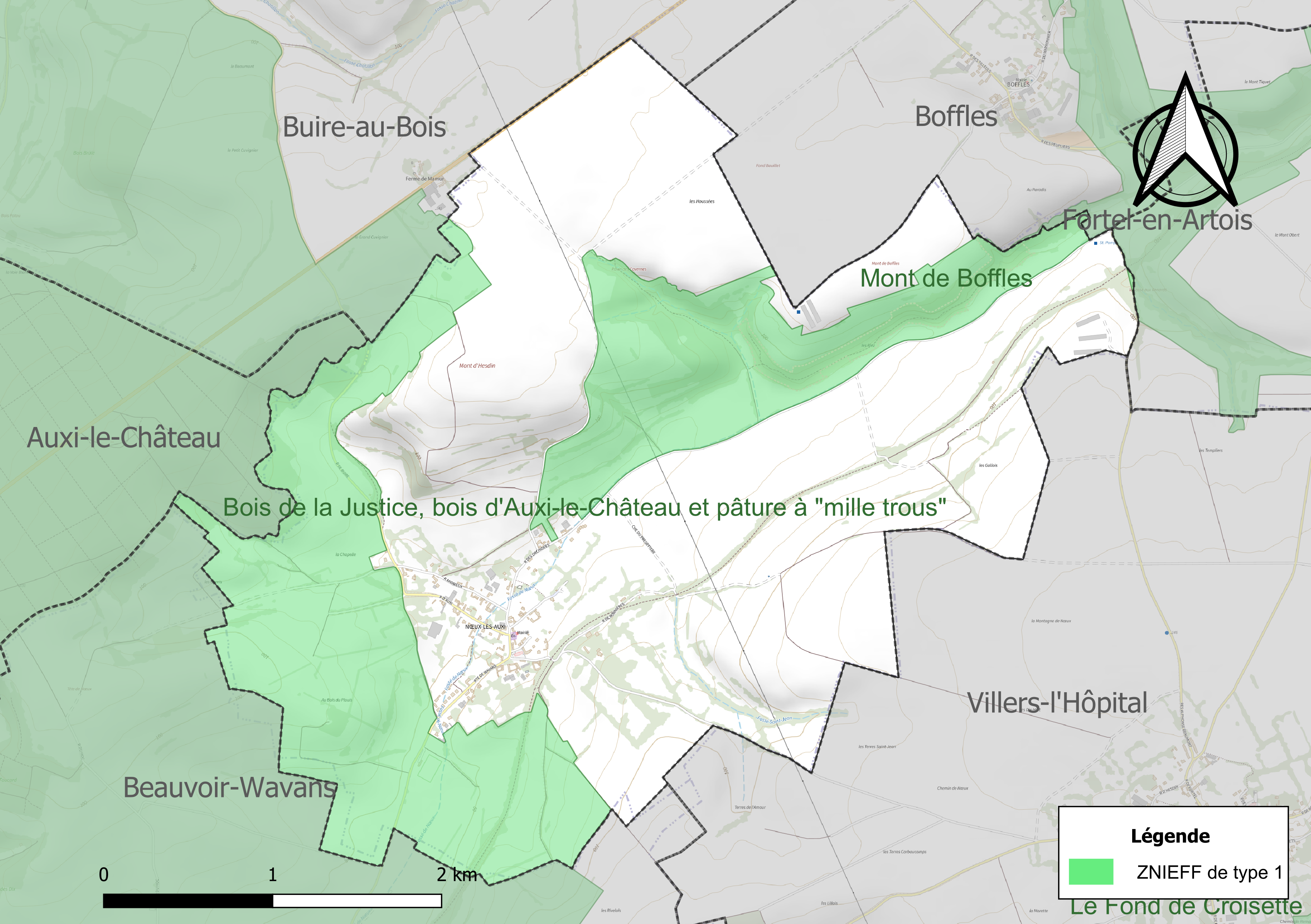
Carte des ZNIEFF de type 1 sur la commune.
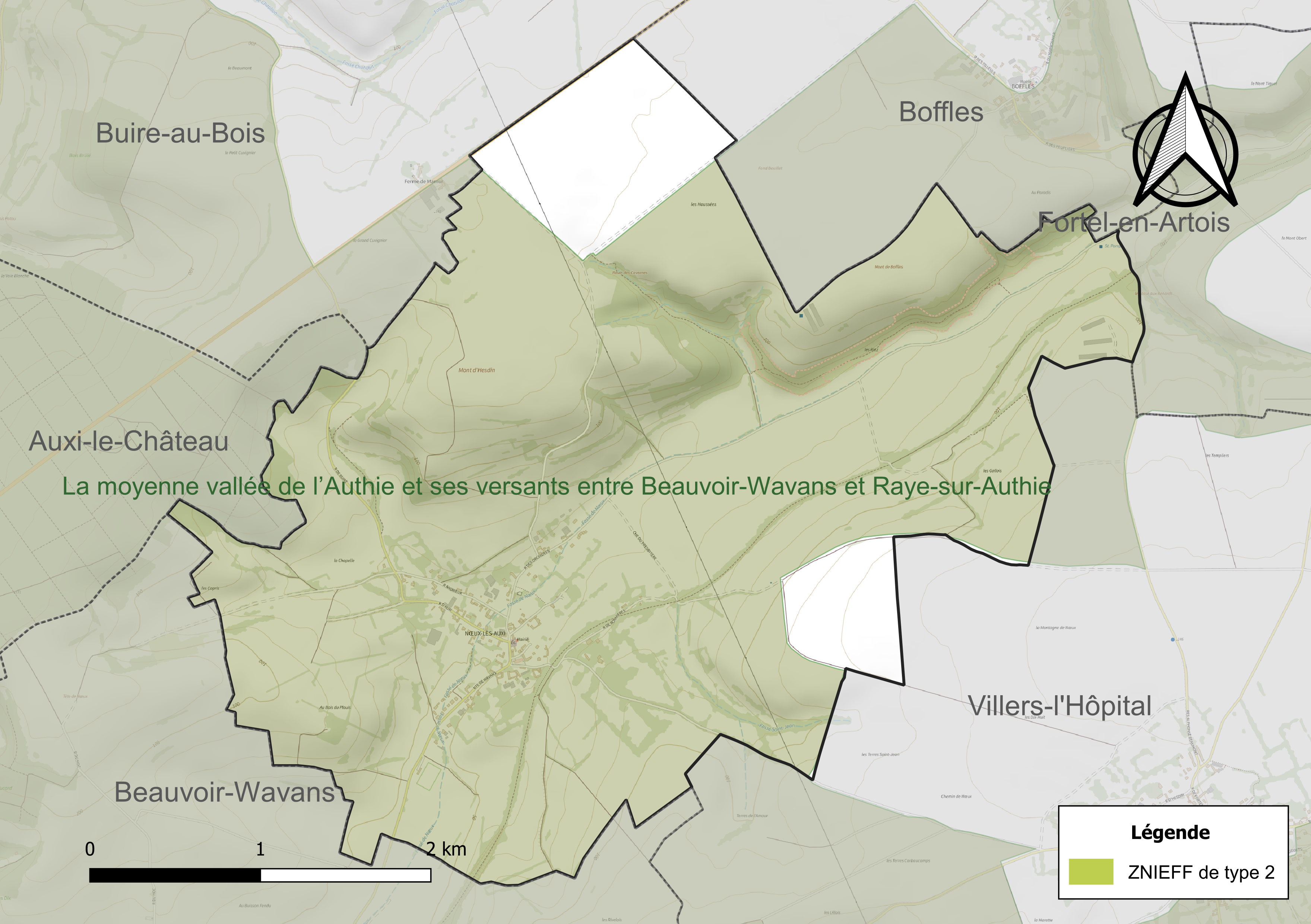
Carte de la ZNIEFF de type 2 sur la commune.

#### Site Natura 2000
Le réseau Natura 2000 est un réseau écologique européen de sites naturels d'intérêt écologique élaboré à partir des directives « habitats » et « oiseaux ». Ce réseau est constitué de zones spéciales de conservation (ZSC) et de zones de protection spéciale (ZPS). Dans les zones de ce réseau, les États membres s'engagent à maintenir dans un état de conservation favorable les types d'habitats et d'espèces concernés, par le biais de mesures réglementaires, administratives ou contractuelles.
Sur la commune, un site Natura 2000 de type B est défini en site d'importance communautaire (SIC) : les pelouses, bois, forêts neutrocalcicoles et système alluvial de la moyenne vallée de l'Authie, d'une superficie de 115 ha et d'une altitude variant de 17  à   138 mètres.

#### Espèces faunistiques et floristiques
L’Inventaire national du patrimoine naturel (INPN) recense plusieurs espèces faunistiques et floristiques sur le territoire de la commune dont certaines sont protégées et d’autres menacées et quasi-menacées.

## Urbanisme

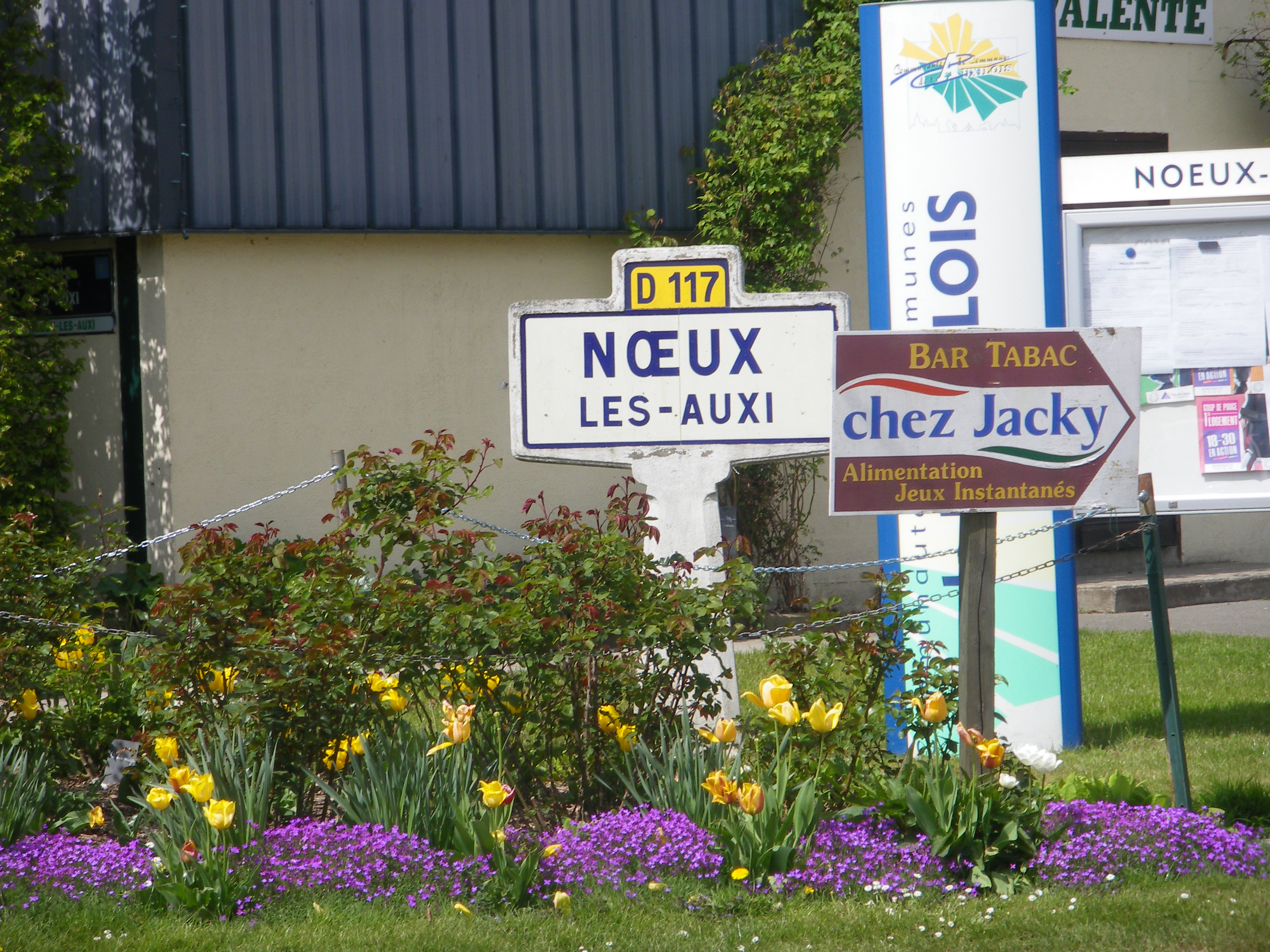
Un ancien panneau d'entrée de la commune.

### Typologie
Au 1er janvier 2024, Nœux-lès-Auxi est catégorisée commune rurale à habitat dispersé, selon la nouvelle grille communale de densité à sept niveaux définie par l'Insee en 2022.
Elle est située hors unité urbaine et hors attraction des villes,.

### Occupation des sols
L'occupation des sols de la commune, telle qu'elle ressort de la base de données européenne d'occupation biophysique des sols Corine Land Cover (CLC), est marquée par l'importance des territoires agricoles (95,1 % en 2018), une proportion identique à celle de 1990 (95,1 %). La répartition détaillée en 2018 est la suivante : 
terres arables (57,4 %), prairies (30,2 %), zones agricoles hétérogènes (7,5 %), zones urbanisées (4,6 %), forêts (0,3 %). L'évolution de l'occupation des sols de la commune et de ses infrastructures peut être observée sur les différentes représentations cartographiques du territoire : la carte de Cassini (XVIIIe siècle), la carte d'état-major (1820-1866) et les cartes ou photos aériennes de l'IGN pour la période actuelle (1950 à aujourd'hui).

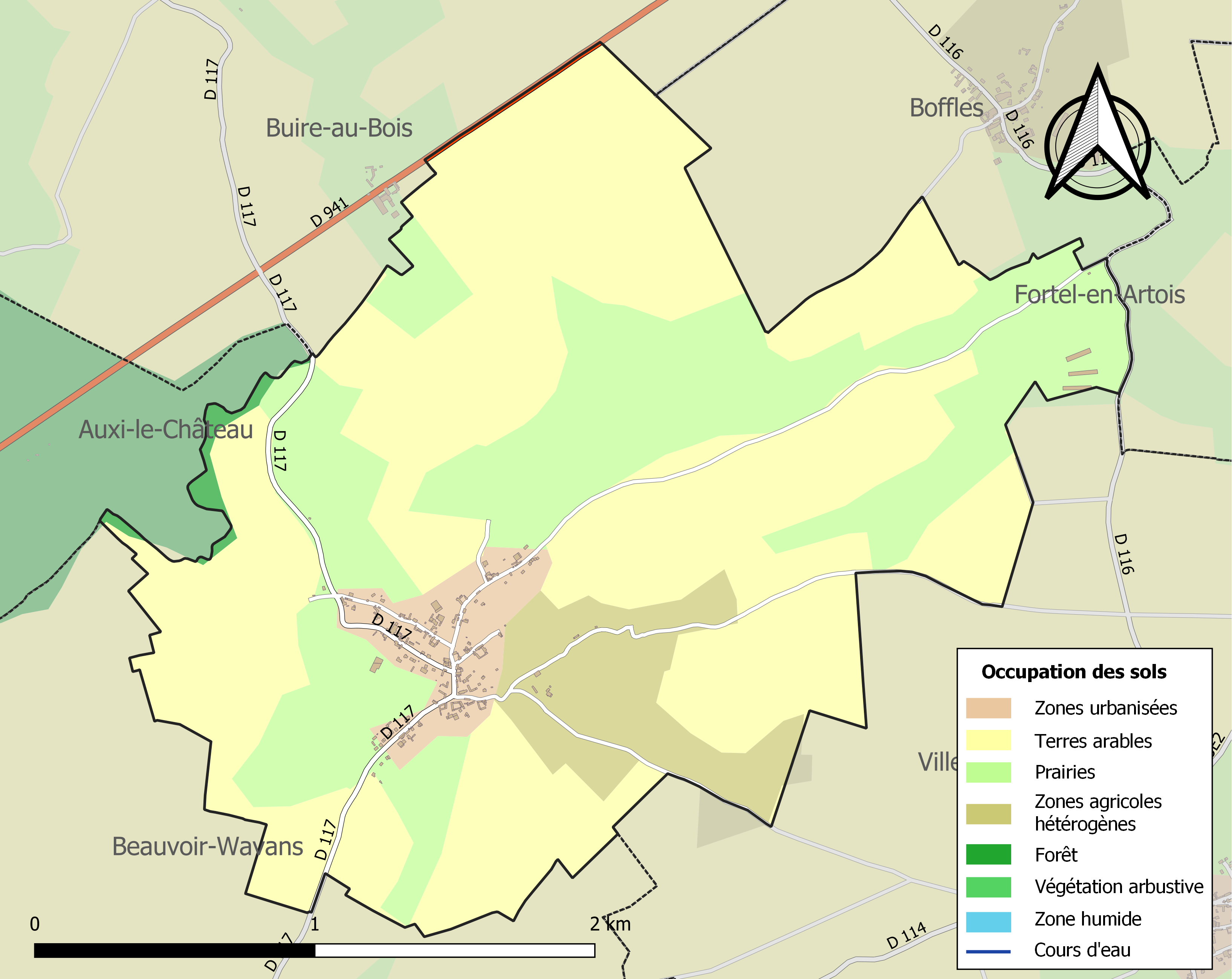
Carte des infrastructures et de l'occupation des sols de la commune en 2018 (CLC).

### Voies de communication et transports
Jusqu'en 1973, la commune disposait d'une halte voyageurs sur la ligne de chemin de fer de Fives à Abbeville.

## Toponymie
Le nom de la localité est attesté sous les formes Nues en 1142 ; Nuuz, Noez, Nuz, Nut au  XIIe siècle ; Noes en 1375 ; Nuuet en 1474 ; Noefz en 1515 ; Noeufz en 1559 ; Nœux-lez-Boffles en 1739, Nœuds en 1762 ; Nieux en 1793 ; Noeux, Noeux-les-Boffles en 1801 et depuis Nœux-lès-Auxi depuis 1927.
Du pluriel de l'oïl Noe « prairie marécageuse, marais ».

## Histoire
Avant la Révolution française, le village est le siège d'une seigneurie.

### Seigneurs de Nœux-les-Auxi
Joseph de Cacheleu, seigneur de Nœux-les-Boffle, bénéficie le 7 juin 1764 d'une sentence de noblesse. Né à Moreuil le 7 mai 1676, il demeure à Nœux-les-Boffle. Il est le fils de messire Robert de Cacheleu, seigneur de Popincourt et de Anne de Tilleloy (Tilloloy?). Il a eu pour parrain Nicolas de cacheleu, seigneur de Bailliencourt.

## Politique et administration

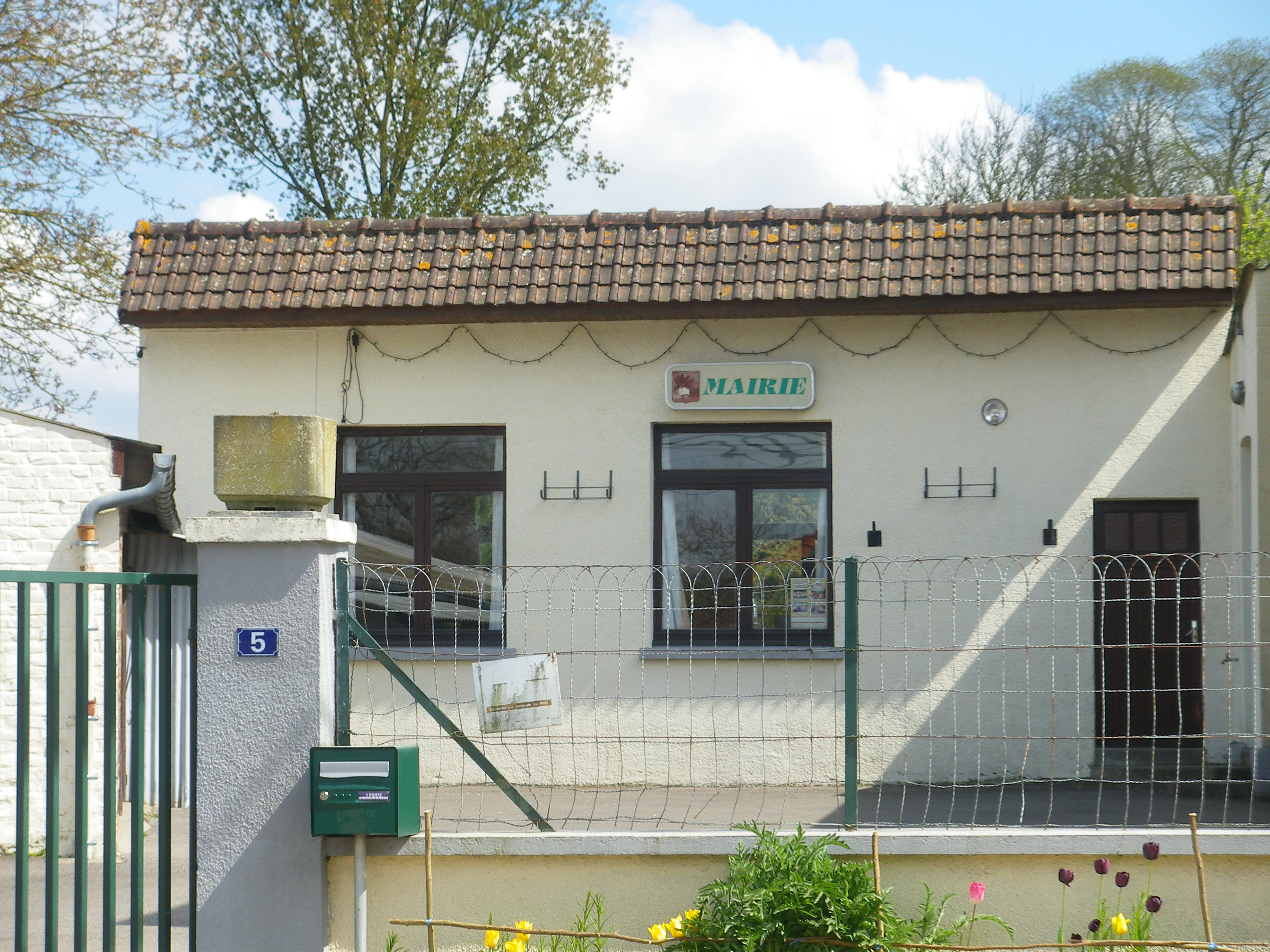
La mairie.

### Découpage territorial
La commune se trouve dans l'arrondissement d'Arras du département du Pas-de-Calais.

#### Commune et intercommunalités
La commune faisait partie de la petite communauté de communes de l'Auxillois créée fin 1998.
Dans le cadre des dispositions de la loi portant nouvelle organisation territoriale de la République (Loi NOTRe) du 7 août 2015, qui prévoit que les établissements publics de coopération intercommunale (EPCI) à fiscalité propre doivent avoir un minimum de 15 000 habitants, le préfet du Pas-de-Calais a publié le 12 octobre 2015 un projet de schéma départemental de coopération intercommunale qui prévoyait diverses fusion d'intercommunalité. À l'initiative des intercommunalités concernées, la Commission départementale de coopération intercommunale (CDCI) adopte le 26 février 2016 un amendement à ce projet, proposant la fusion de : 

- la communauté de communes de l'Auxillois, regroupant 16 communes dont une de la Somme et 5 217 habitants ;

- la communauté de communes de la région de Frévent, regroupant 12 communes et 6 567 habitants ;

- de la communauté de communes des Vertes Collines du Saint-Polois, regroupant 58 communes et 19 585 habitants ;

- de la communauté de communes du Pernois, regroupant 18 communes et 7 114 habitants.
Le schéma, intégrant notamment cette évolution, est approuvé par un arrêté préfectoral du 30 mars 2016, et la communauté de communes du Ternois, dont la commune est désormais membre, est créée par un arrêté préfectoral du 30 août 2016 qui a pris effet le 1er janvier 2017. Cette communauté de communes regroupe 103 communes et totalise 37 469 habitants en 2021.

#### Circonscriptions administratives
La commune fait partie depuis 1793 du canton d'Auxi-le-Château. Dans le cadre du redécoupage cantonal de 2014 en France, ce canton, qui intègre toujours la commune, s'accroit et passe de 26 à 84 communes.

#### Circonscriptions électorales
Pour l'élection des députés, la commune fait partie de la première circonscription du Pas-de-Calais.

### Élections municipales et communautaires

#### Liste des maires
| Période                                  | Période                       | Identité       | Étiquette | Qualité |
| ---------------------------------------- | ----------------------------- | -------------- | --------- | --- |
| Les données manquantes sont à compléter. |                               |                |           | |
| 1971                                     | 2008                          | Pierre Longuet |           | |
| mars 2008                                | En cours (au 15 juillet 2020) | Daniel Melin   |           | Directeur d'école Vice-président de la CC du Ternois (2017 → ) Réélu pour le mandat 2014-2020} Réélu pour le mandat 2020-2026, |

## Équipements et services publics

### Espaces publics
La commune fait partie des villages labellisés Village Patrimoine, qui œuvrent à mettre en avant leurs patrimoines matériels et/ou immatériels (historique, culturel, naturel, architectural, etc.).

### Enseignement
La commune est située dans l'académie de Lille et dépend, pour les vacances scolaires, de la zone B.
La commune administre, depuis 2016, une école élémentaire, de deux classes de cycle 3 (soit 22 élèves), installées dans l'ancienne mairie et gérée par un regroupement pédagogique intercommunal (RPI 148) qui regroupe Nœux-lès-Auxi et Beauvoir-Wavans et scolarise 60 enfants. Ils disposent dans la commune d'une cantine et d‘une garderie. Les activités périscolaires (TAP) ont été mises en place dès leur création en 2013,.

## Population et société

### Démographie
Les habitants sont appelés les Nœuxois.

#### Évolution démographique
L'évolution du nombre d'habitants est connue à travers les recensements de la population effectués dans la commune depuis 1793. Pour les communes de moins de 10 000 habitants, une enquête de recensement portant sur toute la population est réalisée tous les cinq ans, les populations de référence des années intermédiaires étant quant à elles estimées par interpolation ou extrapolation. Pour la commune, le premier recensement exhaustif entrant dans le cadre du nouveau dispositif a été réalisé en 2005.

En 2022, la commune comptait 185 habitants, en évolution de +3,35 % par rapport à 2016 (Pas-de-Calais : −0,72 %, France hors Mayotte : +2,11 %).
| 1793 | 1800 | 1806 | 1821 | 1831 | 1836 | 1841 | 1846 | 1851 |
| ---- | ---- | ---- | ---- | ---- | ---- | ---- | ---- | ---- |
| 452  | 432  | 449  | 415  | 397  | 376  | 386  | 373  | 363  |

| 1856 | 1861 | 1866 | 1872 | 1876 | 1881 | 1886 | 1891 | 1896 |
| ---- | ---- | ---- | ---- | ---- | ---- | ---- | ---- | ---- |
| 369  | 358  | 360  | 362  | 381  | 348  | 297  | 296  | 288  |

| 1901 | 1906 | 1911 | 1921 | 1926 | 1931 | 1936 | 1946 | 1954 |
| ---- | ---- | ---- | ---- | ---- | ---- | ---- | ---- | ---- |
| 276  | 254  | 255  | 217  | 209  | 203  | 194  | 164  | 180  |

| 1962 | 1968 | 1975 | 1982 | 1990 | 1999 | 2005 | 2006 | 2010 |
| ---- | ---- | ---- | ---- | ---- | ---- | ---- | ---- | ---- |
| 208  | 205  | 160  | 172  | 186  | 204  | 172  | 170  | 173  |

| 2015 | 2020 | 2022 | - | - | - | - | - | - |
| ---- | ---- | ---- | - | - | - | - | - | - |
| 181  | 184  | 185  | - | - | - | - | - | - |

#### Pyramide des âges
En 2018, le taux de personnes d'un âge inférieur à 30 ans s'élève à 35,9 %, soit en dessous de la moyenne départementale (36,7 %). À l'inverse, le taux de personnes d'âge supérieur à 60 ans est de 33,7 % la même année, alors qu'il est de 24,9 % au niveau départemental.
En 2018, la commune comptait 83 hommes pour 97 femmes, soit un taux de 53,89 % de femmes, largement supérieur au taux départemental (51,50 %).
Les pyramides des âges de la commune et du département s'établissent comme suit.
| Hommes | Classe d’âge | Femmes |
| ------ | ------------ | ------ |
| 0,0    | 90 ou +      | 0,0    |
| 3,5    | 75-89 ans    | 6,1    |
| 31,8   | 60-74 ans    | 26,3   |
| 15,3   | 45-59 ans    | 17,2   |
| 14,1   | 30-44 ans    | 14,1   |
| 14,1   | 15-29 ans    | 13,1   |
| 21,2   | 0-14 ans     | 23,2   |

| Hommes | Classe d’âge | Femmes |
| ------ | ------------ | ------ |
| 0,5    | 90 ou +      | 1,6    |
| 5,6    | 75-89 ans    | 8,9    |
| 16,7   | 60-74 ans    | 18,1   |
| 20,2   | 45-59 ans    | 19,2   |
| 18,9   | 30-44 ans    | 18,1   |
| 18,2   | 15-29 ans    | 16,2   |
| 19,9   | 0-14 ans     | 17,9   |

### Manifestations culturelles et festivités
L'église de Nœux-lès-Auxi accueille chaque année, à l'époque de Noël un concert de musique classique.
Une transhumance de chèvres, dont la 11e édition a eu lieu le 14 mai 2016, est organisée chaque année par la ferme Allexandre dans la réserve naturelle régionale des Riez de Nœux-les-Auxi. En entretenant les sols, les chèvres favorisent le développement des orchidées du Riez.

### Sports et loisirs
Un chemin de randonnée est aménagé sur la plate-forme d'une ancienne ligne de chemin de fer.
Les randonneurs peuvent emprunter deux circuits de randonnée au départ du village dont le Circuit de l'Étoile de Nœux et une boucle de 12 km : le sentier des Capris.

## Économie
La commune disposait d'un café-tabac-épicerie, ouvert en 1924 et fermé en 2022. Il est racheté par la commune et, après des travaux, son ouverture avec un nouveau gérant sera inauguré fin 2024,.

## Culture locale et patrimoine

### Lieux et monuments
- L'église Saint-Martin, qui contient des retables du XVIIe siècle ainsi qu'un confessionnal de style Louis XV[55]. Elle a été reconstruite au XVIe siècle[1].
- Le monument aux morts, surmonté d'une croix latine[56].
- Une chapelle, à la croix en « culs de bouteille[55] ».
- Le calvaire en fer, rue de Wavans, ainsi que le calvaire de la rue d'Auxi[55].
- La ferme Allexandre, bâtisse en torchis[51].
- La réserve naturelle régionale des Riez de Nœux-les-Auxi.

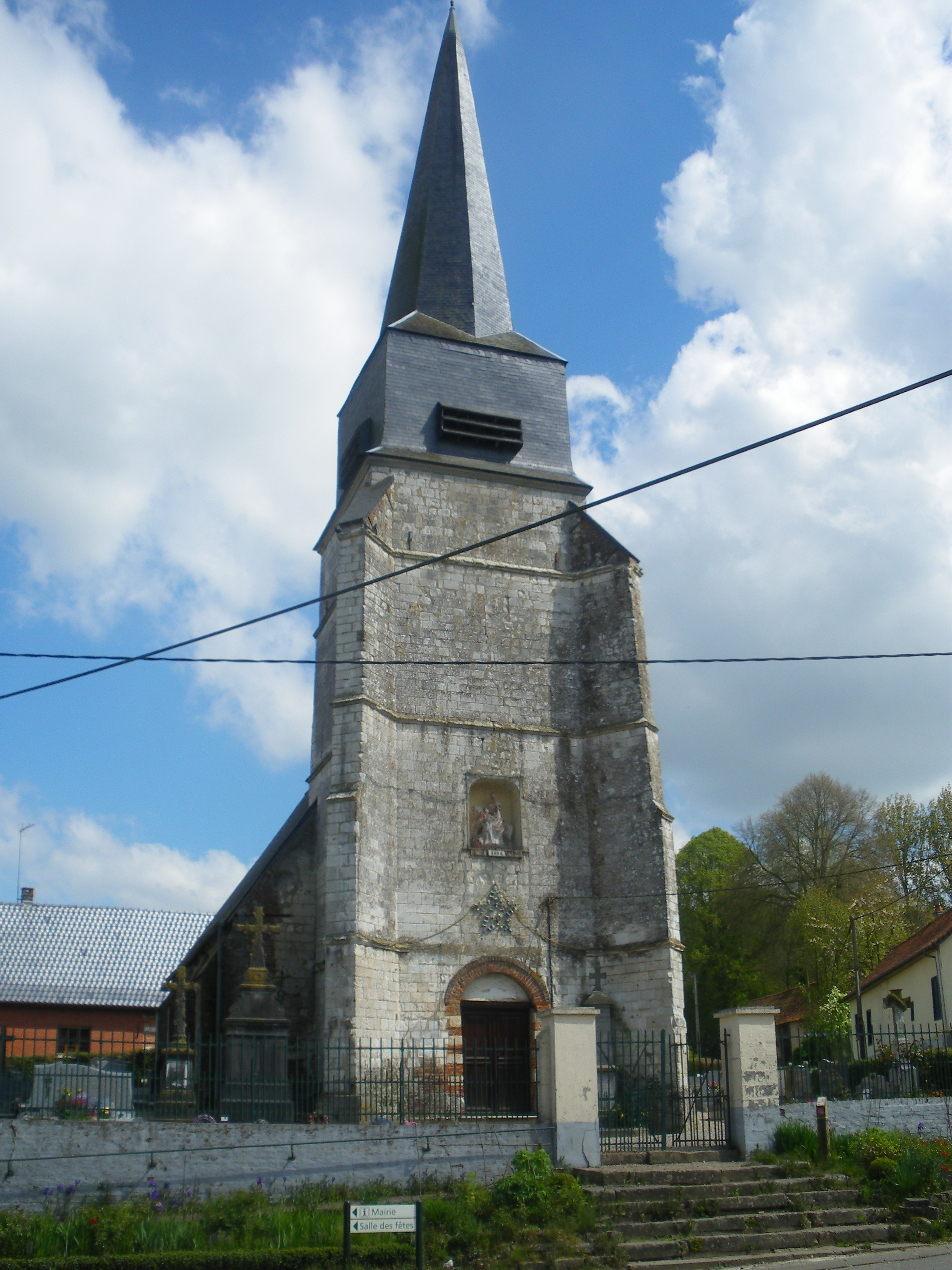
L'église.
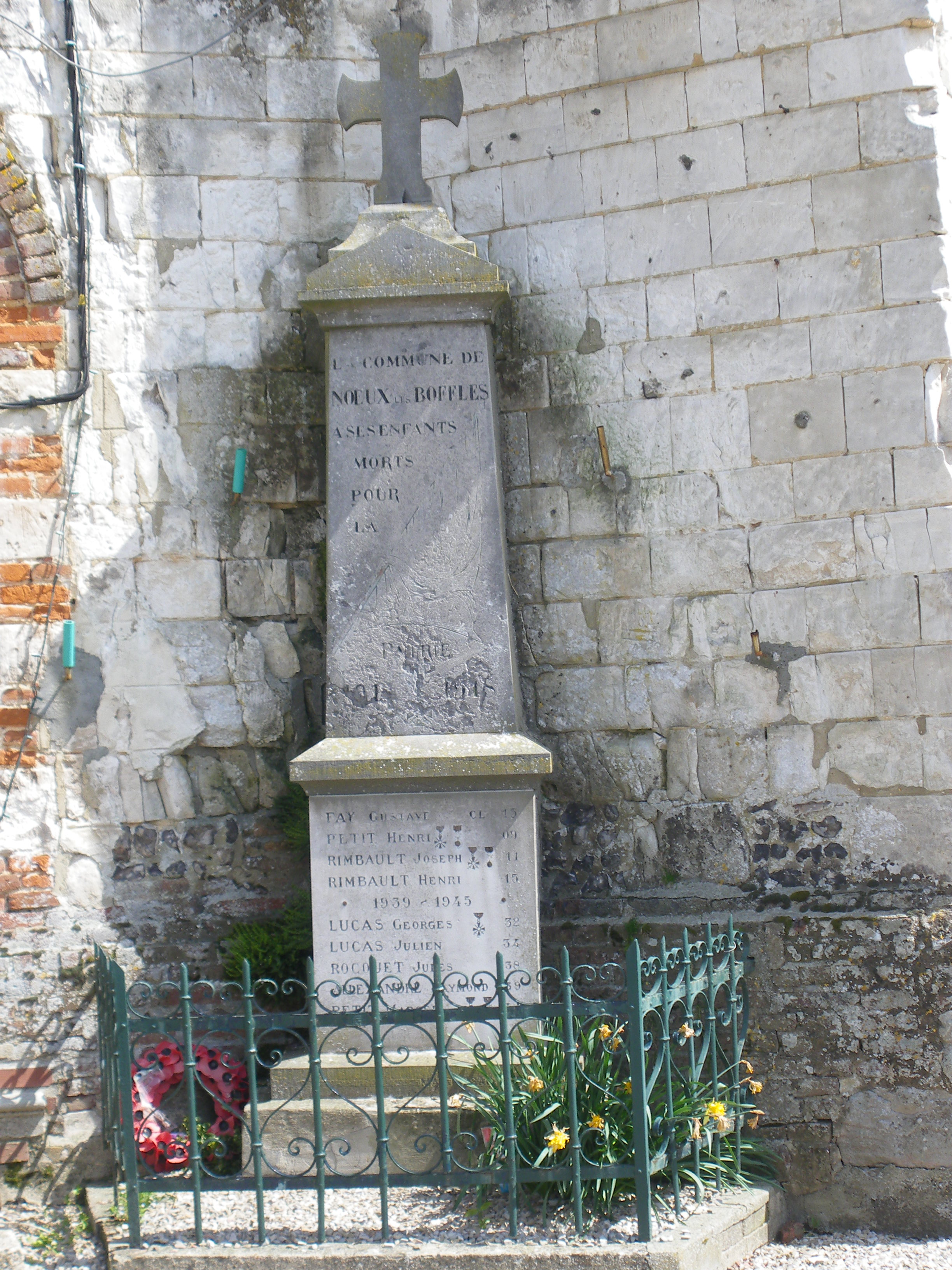
Le monument aux morts.
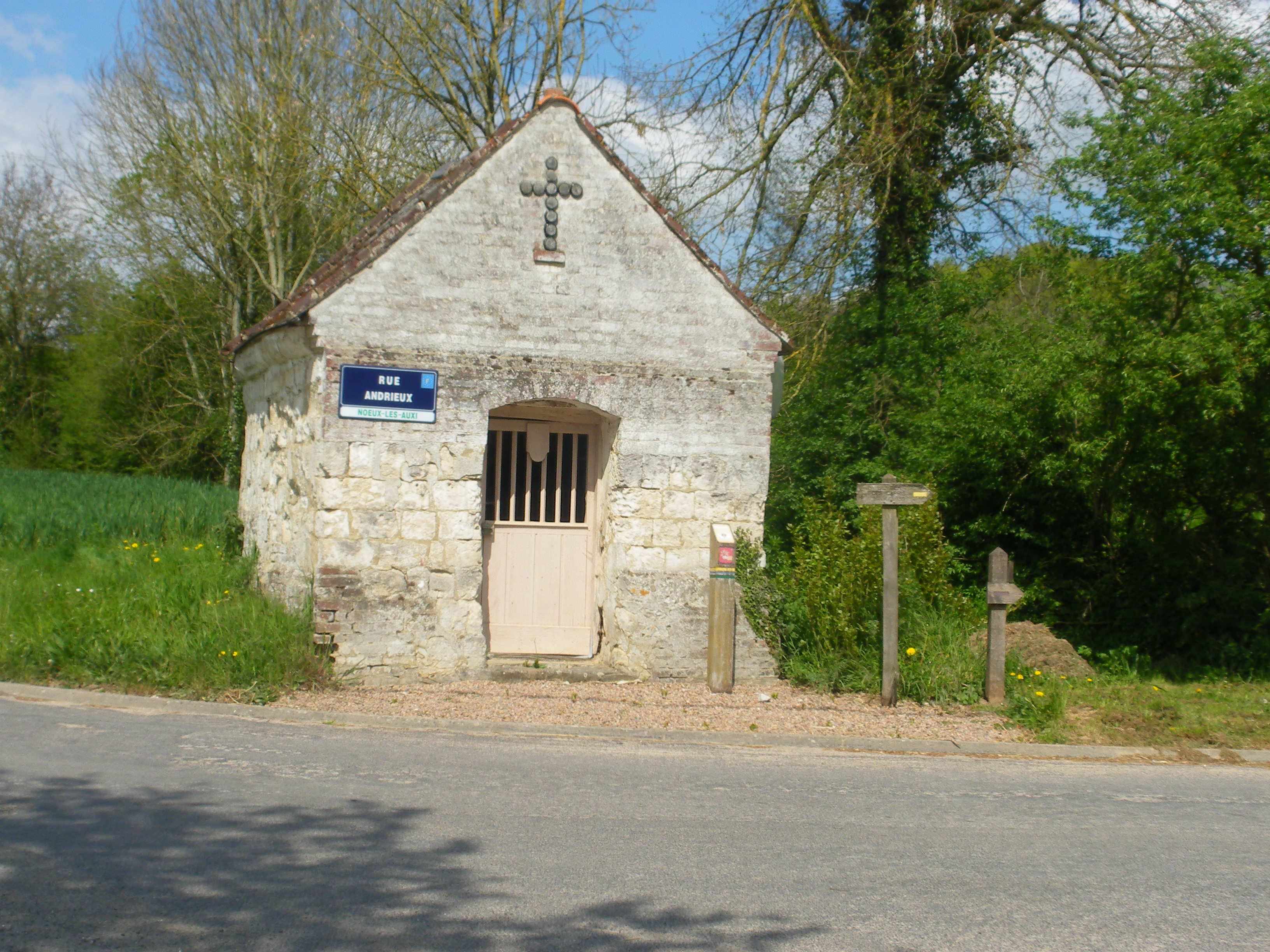
Une chapelle.

### Héraldique
| Blason de Nœux-lès-Auxi | Blason  | De gueules au dextrochère de carnation vêtu d'or, mouvant du flanc senestre et tenant un bouquet de trois branches d'hysope d'or. |
| Blason de Nœux-lès-Auxi | Détails | Le statut officiel du blason reste à déterminer.                                                                                  |

## Pour approfondir

#### Bases de données, dictionnaires et encyclopédies
- Ressources relatives à la géographie :   - Insee (communes)
  - Ldh/EHESS/Cassini
- Ressource relative à plusieurs domaines :   - Annuaire du service public français